# Người Nạp Tây

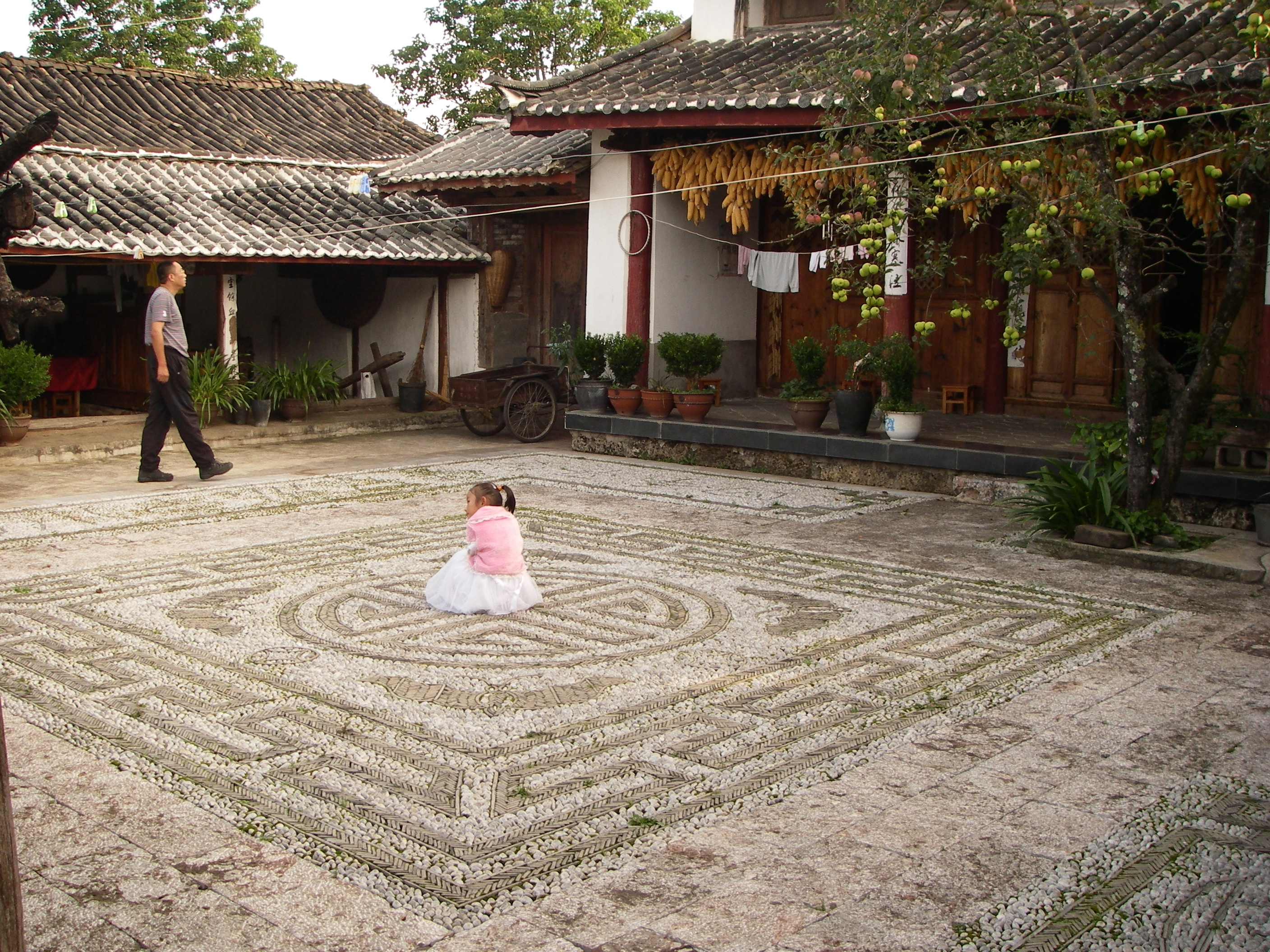
Một ngôi làng Nạp Tây gần Lệ Giang

Người Nạp Tây (Giản thể: 纳西族, Phồn thể: 納西族, Bính âm: Nàxī zú, Hán Việt: Nạp Tây tộc) hay người Naxi hoặc người Nakhi (theo tên tự gọi: ¹na²khi), hay là một dân tộc cư trú chủ yếu ở đông nam vùng núi Himalaya ở tây bắc Vân Nam, cũng như tây nam Tứ Xuyên. Họ là một trong 56 dân tộc được công nhận tại Cộng hòa Nhân dân Trung Hoa.
Người Nạp Tây có nguồn gốc từ Tây Tạng, và cho đến gần đây vẫn duy trì các mối liên hệ giao thương mối liền với Lhasa và Ấn Độ. Theo phân loại của Cộng hòa Nhân dân Trung Hoa thì dân tộc này còn bao gồm cả người Ma Thoa. Tuy nhiên, mặc dù được coi là có nguồn gốc tương tự và giống nhau với những đặc điểm chung về ngôn ngữ, hai nhóm hiện nay có văn hóa khác biệt. Người Ma Thoa giữ nhiều nét của văn hóa Tây Tạng, trong khi đó người Nạp Tây chịu nhiều ảnh hưởng của văn hóa Hán, dẫn đến pha trộn văn hóa của cả người Hán lẫn người Tạng, đặc biệt là trong âm nhạc.

## Lịch sử
Người Nạp Tây được cho là có nguồn gốc từ những người Khương sống du cư, một dân tộc định cư trên cao nguyên Tây Tạng vào thời cổ . Trong thời nhà Tùy và nhà Đường, người Nạp Tây được gọi là Ma Sa Di (摩沙夷) hay Ma Ta Man (磨些蛮). Chỉ sau khi CHNDTH được thành lập, họ mới được gọi chính thức là Nạp Tây.

## Văn hoá

### Trang phục
Phụ nữ Nạp Tây mặc áo choàng rộng tay đi kèm với áo khoác và quần dài, thắt lưng được trang trí lộng lẫy ở thắt lưng. Da cừu được đeo trên vai. Đặc biệt ở huyện Ninglang, phụ nữ mặc áo khoác ngắn và váy dài chạm đất với nhiều nếp gấp. Những chiếc khăn xếp lớn bằng vải bông màu đen được đội quanh đầu, đi kèm với những chiếc khuyên tai lớn bằng bạc. Trang phục của nam giới rất giống trang phục của người Hán. Trong thời hiện đại, trang phục truyền thống hiếm khi được mặc trong thế hệ trẻ. Bây giờ nó thường chỉ được mặc trong các sự kiện văn hóa và trong những dịp đặc biệt.

### Âm nhạc

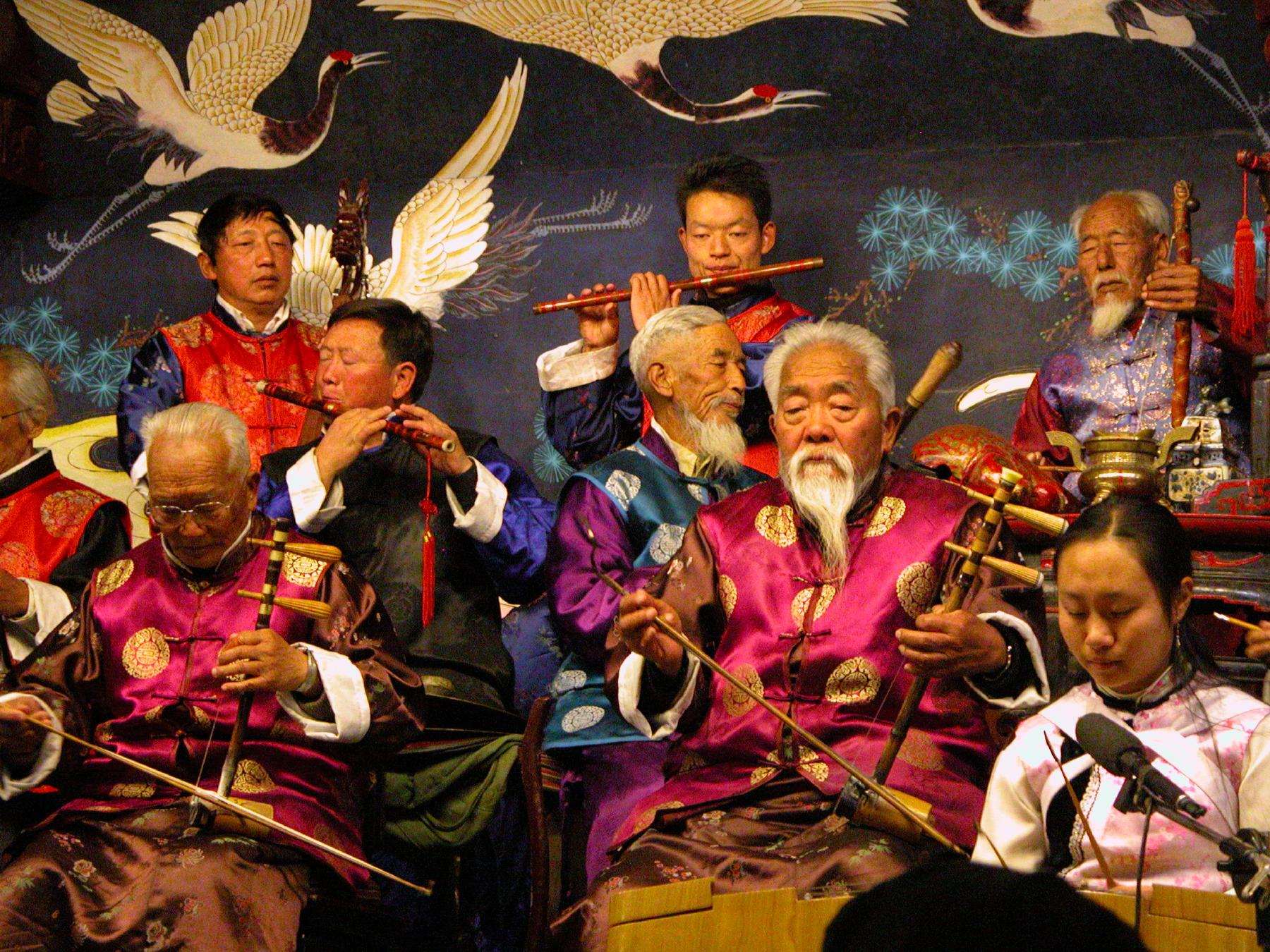
Nhóm cổ nhạc dân tộc Nạp Tây, tỉnh Lệ Giang

Nạp Tây cổ nhạc (tiếng Trung: 纳西古乐) bao gồm ba phần: Bạch sa tế nhạc (tiếng Trung: 白沙细乐; bính âm: Báishā xì yuè), Đỗng kinh âm nhạc (tiếng Trung: 洞经音乐; bính âm: Dòng jīng yīnyuè) và Hoàng kinh âm nhạc (tiếng Trung: 皇经音乐; bính âm: Huáng jīng yīnyuè). Do phương pháp kế thừa nghiêm ngặt, phải được truyền từ thầy sang nghề hoặc cha truyền con nối. Dòng nhạc này có lịch sử lâu đời và đơn giản, thanh lịch, thông qua truyền dạy bằng miệng bởi công xích phổ (工尺谱). Vì vậy nó đã tồn tại cho đến ngày nay. Đây là một trong những dàn nhạc cổ điển quy mô lớn quan trọng nhất ở Trung Quốc. Hiện nay chỉ còn nhiều nghệ nhân lâu năm phục dựng. 
Các nhạc cụ bao gồm đàn tỳ bà, cổ tranh, dàn chiêng mây (vân la), kèn sậy (芦管), đàn nhị, các loại sáo, chũm chọe, đàn tam thập lục,...Được gọi là "Ba báu vật" quý hiếm. Năm 1962, 3 thể loại nhạc của cổ nhạc Nạp Tây đã được Viện Nghiên cứu Âm nhạc thuộc Học viện Nghệ thuật Quốc gia Trung Quốc, Đoàn Ca múa và Nghệ thuật dân gian Vân Nam và các nhạc sĩ của huyện Lệ Giang khai quật và phân loại. Nó được gọi là "hóa thạch âm nhạc sống".
Về mặt lịch sử, cổ nhạc Nạp Tây cho là có nguồn gốc từ nhạc cổ tỉnh Tây An. Tuy nhiên, nó được pha trộn từ các tác phẩm thơ và phong cách âm nhạc từ triều đại nhà Đường (618-907) và nhà Tống (960-1279), cũng như một số ảnh hưởng của Tây Tạng, đã phát triển phong cách độc đáo của nó.

## Phong tục tín ngưỡng
Người Nạp Tây đến từ vùng phía bắc, Ung Ninh được biết đến là người theo chế độ mẫu hệ và mẫu hệ, tức là cha mẹ là của mẹ và tất cả trẻ em - nam và nữ - đều sống trong nhà của mẹ, từ khi sinh ra cho đến khi qua đời. Hệ thống gia đình của họ khác với hệ thống mà chúng ta biết ở phương Tây vì hôn nhân - nghĩa là sự công nhận sự kết hợp của các cá nhân bởi một thể chế - không tồn tại. Việc thực hành đời sống tình dục là tự do giữa những người lớn không cùng huyết thống: ban đêm, người đàn ông đến gặp người phụ nữ mà anh ta muốn quan hệ, người phụ nữ có quyền tự do chấp nhận hay không. Cả nam giới và phụ nữ đều được tự do có nhiều bạn tình. Kết quả là không phải lúc nào con cái cũng biết cha ruột của mình. Những đứa trẻ được nuôi dưỡng bởi những người trong gia đình, các chú ngoại đảm nhận vai trò “cha” theo cách hiểu ở phương Tây. Quan niệm này một phần bắt nguồn từ một trong những niềm tin của họ coi con người như cơn mưa trên cỏ: nó nhằm mục đích nuôi dưỡng những gì đã có sẵn ở đó. Vì vậy, vai trò sinh sản của người đàn ông là “tưới nước” cho bào thai đã có trong cơ thể người phụ nữ. Đối với đồng bào người Nạp Tây, tính cách di truyền được chứa đựng trong xương và được truyền lại cho phụ nữ. Tuy nhiên, với việc mở cửa du lịch và sự lưu vong của một số cư dân, cách cư xử có xu hướng thay đổi, một số người Nạp Tây tuân theo chế độ vợ chồng một vợ một chồng
Hỏa táng đã là một truyền thống từ thời cổ đại, mặc dù việc chôn cất đã được áp dụng ở hầu hết các khu vực Nạp Tây vào cuối triều đại nhà Thanh và vẫn là phương pháp được ưa chuộng để xử lý người chết ngày nay. Kinh được tụng trong lễ tang để sám hối tội lỗi của người quá cố.
Trong số những người Nạp Tây ở huyện Ung Ninh ở Vân Nam và huyện Diêm Nguyên ở Tứ Xuyên, vẫn còn tồn tại tàn tích của cấu trúc gia đình mẫu hệ người Mã Thoa, vốn đã bị xóa bỏ một cách mạnh mẽ nhưng không thành công trong thời kỳ Cộng sản.
Với tư cách là chủ gia đình, người phụ nữ để lại tài sản thừa kế của mình cho con cháu từ mẹ hoặc thông qua các chị gái và con cái của họ.
Trong xã hội Nạp Tây, phụ nữ làm hầu hết công việc gia đình và đồng áng, và khi họ vào bếp khi có khách, họ rất cần thiết cho gia đình và do đó có ảnh hưởng trong các quyết định của gia đình.
Một số người đàn ông Nạp Tây tiếp tục truyền thống săn bắn bằng chim ưng của Trung Quốc cổ xưa . Ngày nay, tập tục này hiếm khi được tìm thấy ở các vùng khác của Trung Quốc. 

## Tôn giáo

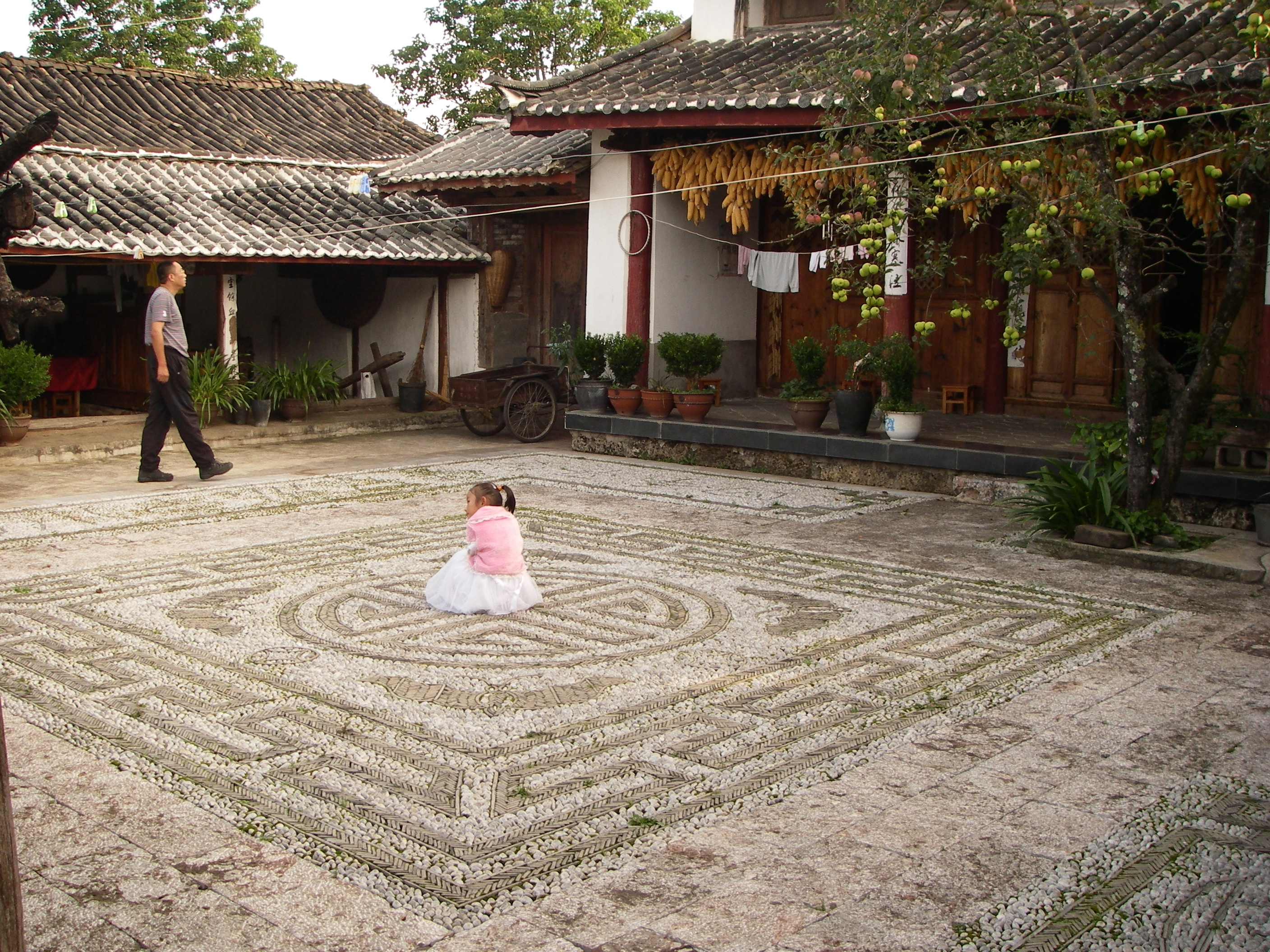
Một nhà khách cũ ở Lệ Giang, được xây dựng vào khoảng đầu thế kỷ 20. Các họa tiết và chữ viết được khảm bằng đá cuội thể hiện tín ngưỡng cổ xưa của người Nạp Tây về biểu tượng và chữ viết.

Người Nạp Tây theo truyền thống được lãnh đạo bởi Đông Ba bản địa của họ trong các vấn đề liên quan đến tôn giáo. Thông qua cả tiếng Hán và những ảnh hưởng văn hóa khác, Phật giáo Tây Tạng đã nhận được sự tôn trọng rộng rãi (đặc biệt là trong trường hợp của người Mã Thoa). Đạo giáo, và đặc biệt là các thực hành “phong thủy” của nó đã được thực hành rộng rãi từ thế kỷ thứ mười.